# Albahaus

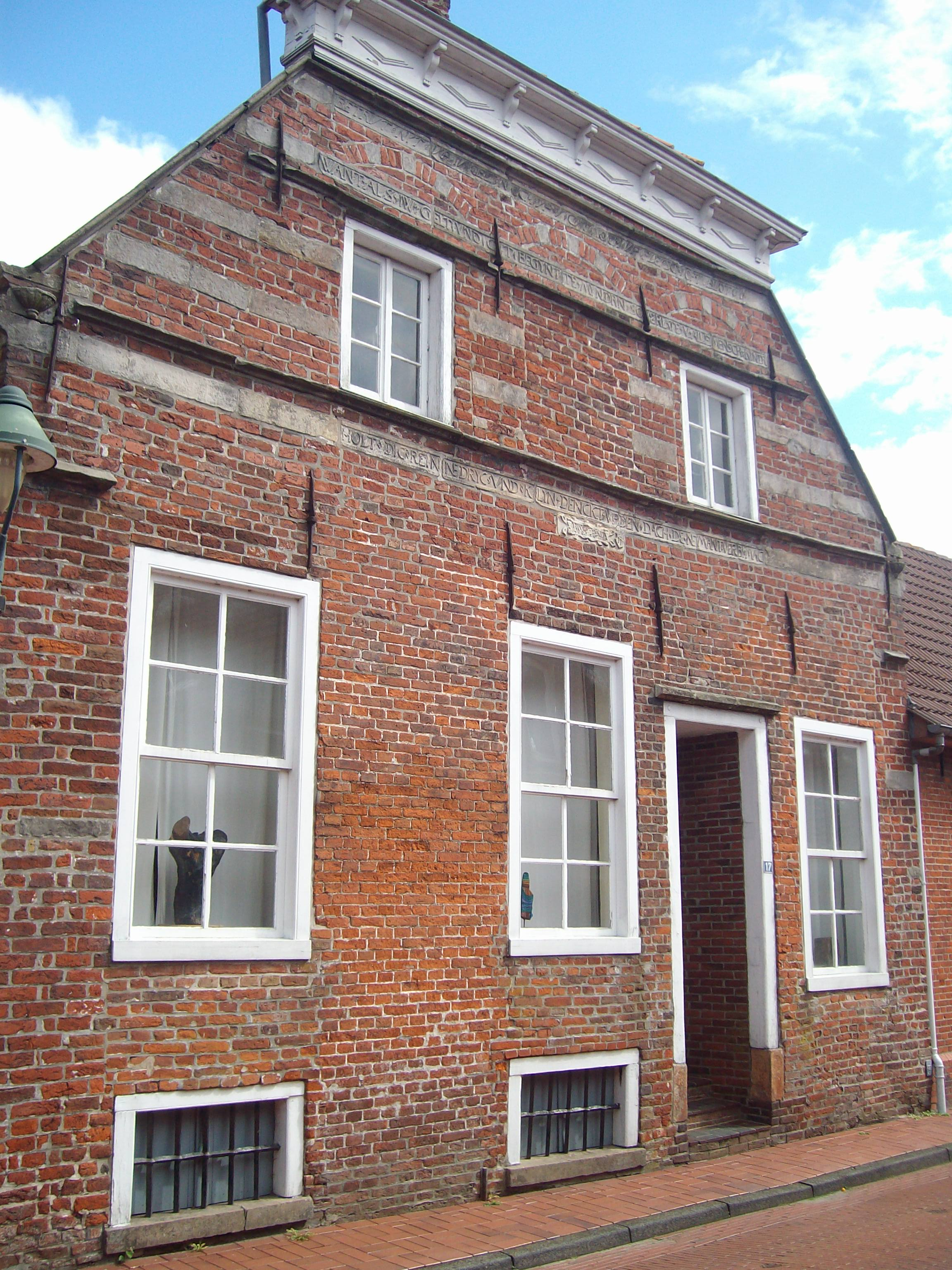
Südliche Straßenansicht des Albahauses

Das Albahaus ist eines der ältesten Bürgerhäuser im ostfriesischen Jemgum. Das Gebäude wurde im Jahr 1567 von Heuwe Syrt in Art der friesischen Steinhäuser errichtet. Erst seit den 1920er Jahren ist es unter diesem Namen bekannt, als von der Heimatforschung vermutet wurde, hier habe der spanische Herzog Alba nach der Schlacht von Jemgum 1568 übernachtet.

## Name
Bis in die 1930er Jahre war das Gelände des Albahauses unter dem Namen Burgplatz bekannt. In den 1920er Jahren äußerte der Heimatforscher Wilhelm Siebrands Itzen (1861–1946) aus Weener die Vermutung, für die es jedoch keinen historischen Anhaltspunkt gab, Herzog Alba habe hier übernachtet. Die volkstümliche Bezeichnung wurde durch die Legendenbildung gefördert, zu der der langjährige Hausbesitzer Johann Folten (* 26. Oktober 1907; † 4. Mai 1983) beitrug.

## Geschichte
Das Gebäude befindet sich in der Lange Straße nahe der Kreuzstraße und ist mit dem ehemaligen Burgplatz, der Westerwierde, verbunden. Heuwe Syrt(ken) (1522–1595), Nachfahre des 1480 bezeugten Jemgumer Häuptlings Syrt Heuwen, ließ direkt an der Langen Straße ein festes Haus errichten. Eine Bauinschrift auf dem Westgiebel zeugt von dem Erbauer und dem Baujahr 1567. Nördlich hinter dem Albahaus stand im Spätmittelalter die alte Jemgumer Burg (Meckenas Borg), die den lokalen Häuptlingsfamilien als Wohnsitz diente. Diese Burg wurde in den 1680er Jahren abgerissen, da sie abgängig war und dort Zigeuner hausten.
Das Albahaus blieb wahrscheinlich für einige Generationen in Familienbesitz. Durch Einheiratung gelangte das Haus im 18. Jahrhundert an die Familie des Emder Bürgermeisters de Pottere und anschließend an die Bürgermeisterfamilie Suur. Pastor Anton Gabriel Meder heiratete 1783 in die Familie de Pottere ein und übernahm damit das Albahaus. Um 1820 wird ein Umbau des Hauses vermutet, in dessen Zuge der Treppengiebel begradigt wurde und das Walmdach entstand. Von den vier Ziffern einer Jahreszahl, die sich am Eingang findet, sind noch die ersten beiden erhalten, 1 und 8. In den 1840er Jahren kaufte der Landwirt Ottje Harms Schmidt das Gebäude von den Meder-Erben, bevor es um 1900 Roelf Everts Reins erwarb, der auch die Ziegelei besaß.
Rechts neben dem Wohnhaus stand eine Scheune, die zu dem Anwesen gehörte und 1909 abbrannte. An deren Stelle wurde ein Wohnhaus errichtet. Im Jahr 1930 bestanden seitens der Ortsversammlung Überlegungen, die jedoch bald wieder verworfen wurden, das Haus als kommunales Gemeindebüro einzurichten. Johann Folten bewohnte dann das Haus ab den 1930er Jahren und ab 1983 die Familie von Safft. 1986 wurde bei Gartenarbeiten das Bruchstück eines Kaminsteins entdeckt, der neben dem Erbauungsjahr 1567 eine Hausmarke mit einem Wappenschild und den Buchstaben T und H enthält, was auf Teelke Houwen, die Tochter des Enkels von Heuwe Syrt, hinweisen könnte.

## Baubeschreibung

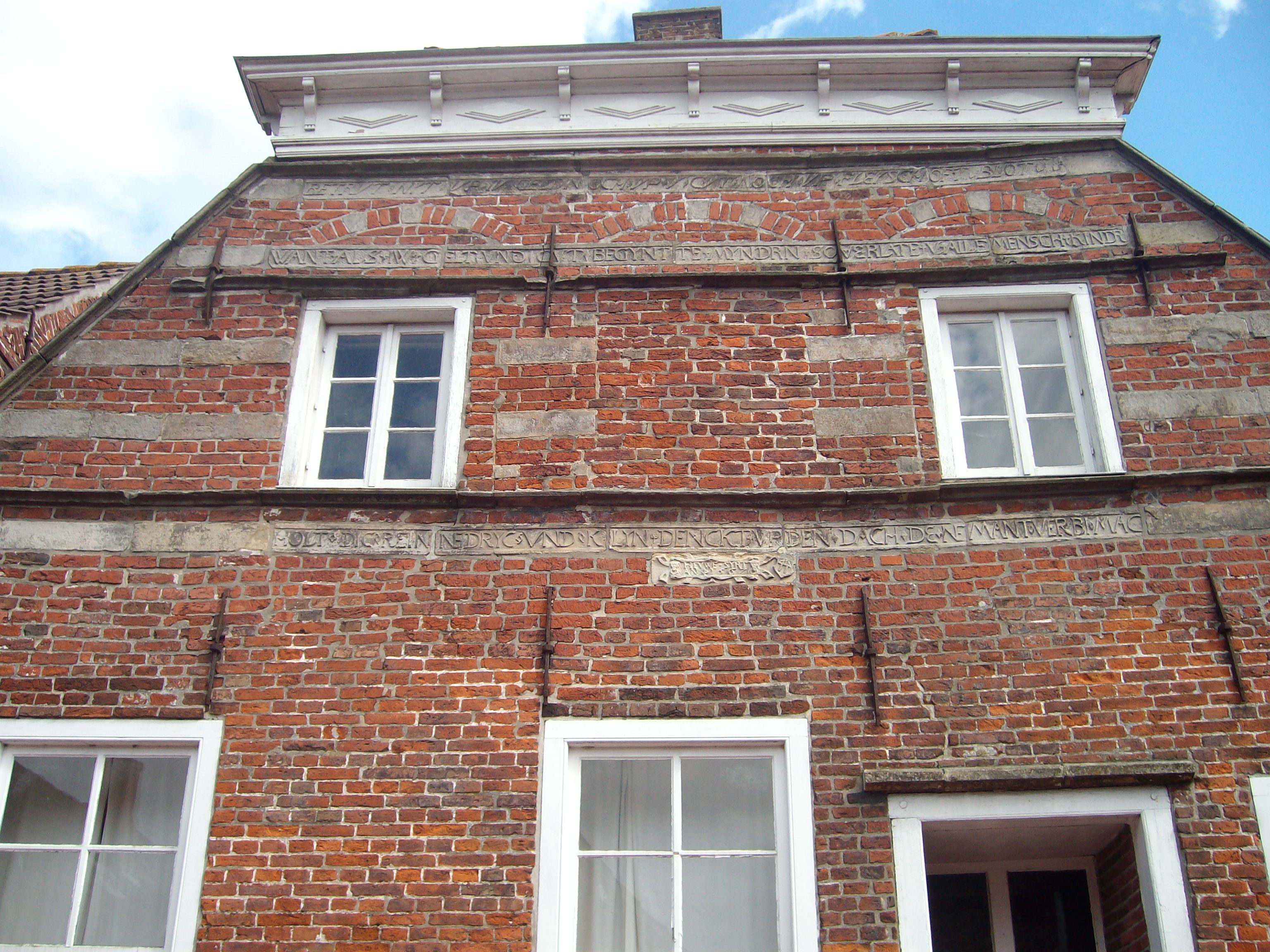
Giebelansicht mit Sandsteinbändern

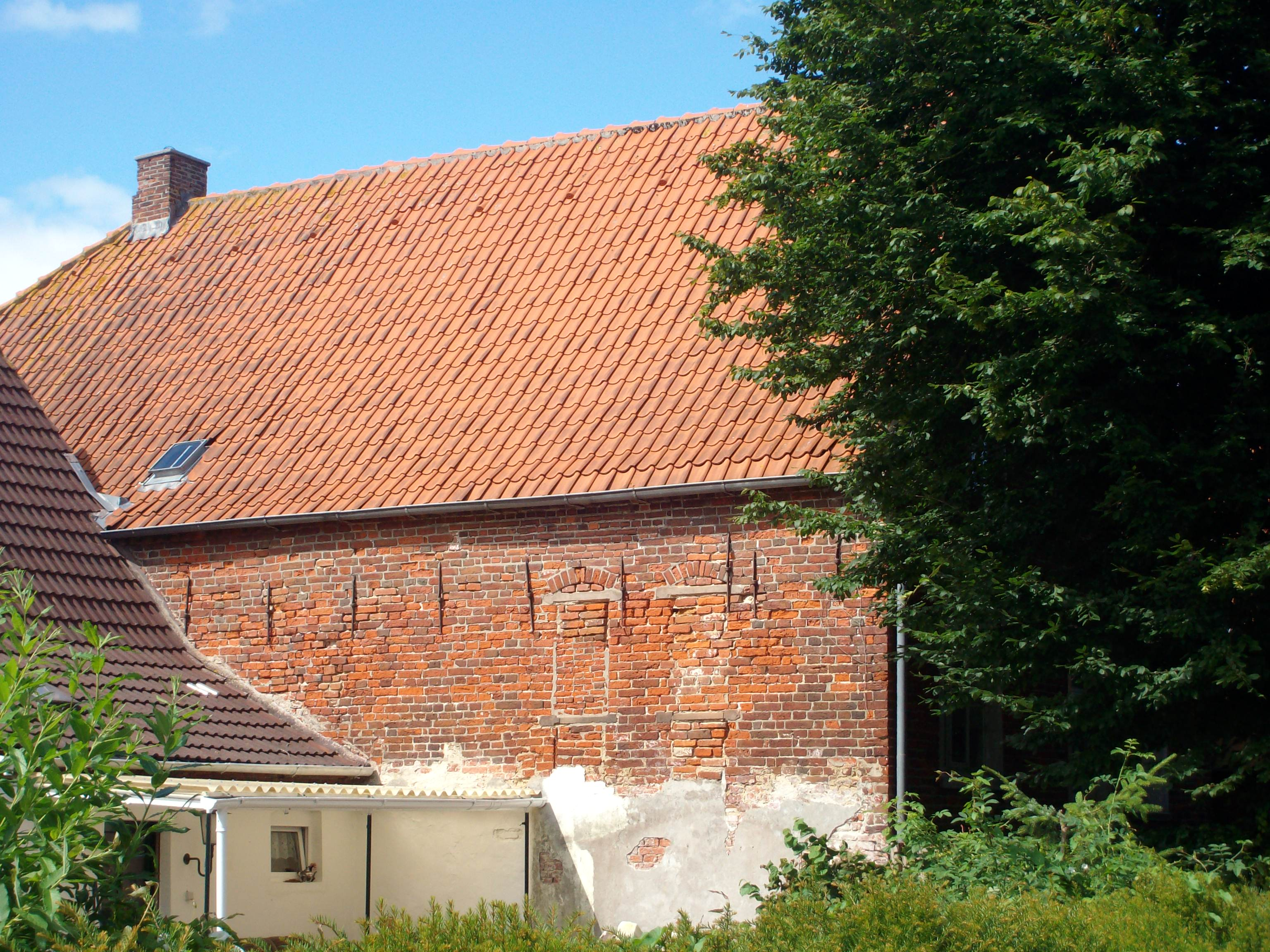
Ostseite mit zugemauerten Fenstern unter den Rundbögen

Das Albahaus gehört zum Bautyp der friesischen Steinhäuser und ist durch den weitgehend erhaltenen Originalzustand von Bedeutung für die Architekturgeschichte dieser Steinhäuser. Der eingeschossige Backsteinbau weist einen rechteckigen Grundriss mit den Maßen 9,20 × 14,60 Meter auf und ist nach Nord-Süd ausgerichtet. Die Außenwände sind 0,5 Meter stark. Die 0,3 Meter dicke, tragende Innenwand in nord-südlicher Richtung scheint ursprünglich zu sein, während die dünneren Querwände später ergänzt wurden.
Drei horizontal verlaufende Bänder aus Obernkirchener Sandstein im Giebelbereich, die mit zwei moralisierenden Sinnsprüchen in niederländischer Sprache versehen sind, gliedern die Frontansicht. In einer Kartusche unterhalb des untersten Bandes ist der Name des Erbauers mit der Jahreszahl 1567 und der Hausmarke angebracht.

„BETRVT NYT VP IV GELT NOCH VP V GVT NOCH VP FLEYSCH OFT BLOT - WANT ALS IW GELT VND GVT BEGYNT TE MYNDRN SO VERLATE V ALLE MENSCH KINDR - HOLT DIC REIN NEDRYC VND KLYN - DENCKT VP DEN DACH DE NEMANT VERBI MACH HEVWE SYRT - ANNo 1567“

„Vertraut weder auf euer Geld noch auf eure Gut noch auf Fleisch oder Blut / denn, wenn euer Geld und Gut weniger zu werden beginnt, verlassen euch alle Menschen / Halte dich rein, niedrig und klein / denke an den Tag, dem niemand entrinnt / Heuwe Syrt im Jahre 1567“

Das Krüppelwalmdach ist vermutlich durch Abbruch der ursprünglichen Giebelspitze entstanden. Auch die Gestaltung der drei großen Fenster und Tür im Erdgeschoss ist nicht authentisch. Von den drei kleinen Giebelfenstern sind die beiden äußeren noch erhalten, während das mittlere heute zugemauert ist. Über jedem Fenster ist ein Rundbogen gemauert. Die Einteilung und Breite der oberen Fenster wird im Erdgeschoss ursprünglich eine Entsprechung gefunden haben, sodass im Erdgeschoss über zwei Fenster und eine Tür in gleicher Position und Breite wie im Obergeschoss auszugehen ist.
Ebenerdig war das Wohnhaus ursprünglich in zwei Zimmer aufgeteilt, wie es bei nicht-bäuerlichen ostfriesischen Häusern in der zweiten Hälfte des 16. Jahrhunderts auch sonst anzutreffen ist. Der größere Raum diente vermutlich als Küche, der kleinere als „Verkehrsraum“, der den Zugang von außen und zu den anderen Räumen gewährte.